# Maryland Mania
El Maryland Mania fue un equipo de fútbol de Estados Unidos que jugó en la A-League, la desaparecida segunda división de fútbol del país.

## Historia
Fue fundado en el año 1998 en la ciudad de Baltimore, Maryland como uno de los equipos de expansión de la A-League para la temporada de 1999.
Desde su fundación el club tuvo inestabilidad en el puesto de entrenador, iniciando con Justin Fashanu, quien abandonó el puesto en media pretemporada luego de ser acusado de asalto sexual contra un menor de edad. La temporada la inició Darryl Gee, quien fue destituido por los malos resultados y reemplazado por Paul Kitson.
Con el cambio de técnico continuaron los malos resultados finalizando como el segundo peor equipo de la liga en esa temporada, y a consecuencia de ello el club desaparece en noviembre al finalizar la temporada luego de reportar pérdidas por 650000 dólares.

## Temporadas
| Año  | División | Liga         | Temporada Regular | Playoffs     | US Open Cup  |
| ---- | -------- | ------------ | ----------------- | ------------ | ------------ |
| 1999 | 2        | USL A-League | 8º, Atlantic      | No clasificó | No clasificó |